# Auckland Open
Auckland Open – kobiecy oraz męski turniej tenisowy wchodzący w skład rozgrywek WTA Tour oraz ATP Tour. Kobieca impreza ma rangę WTA 250, natomiast męska ATP Tour 250. Rozgrywany na kortach twardych w nowozelandzkim Auckland w latach 1985–2020 roku oraz od 2023. Żeńskie rozgrywki były kontynuacją turnieju rozgrywanego w Auckland w latach 1960–1982. Równocześnie z żeńskim turniejem ASB Classic toczyły się rozgrywki męskie Heineken Open w latach 1968–2015. W 2016 roku połączono oba turnieje i w tym samym terminie co kobiety rywalizowali także mężczyźni. W latach 2021–2022 turniej nie był rozgrywany.
Rozgrywki gry mieszanej toczyły się z przerwami w latach 1960–1972.

## Historia nazwy turnieju
| Rok  | Rok  | Nazwa                       |
| 1985 | 1990 | Nutri-Metics                |
| 1991 | 1992 | Nutri-Metics Bendon Classic |
| 1993 | 1996 | Amway Classic               |
| 1997 | 2002 | ASB Bank Classic            |
| 2003 | 2020 | ASB Classic                 |
| 2023 |      | ASB Classic                 |

## Mecze finałowe

### Gra pojedyncza mężczyzn
| Rok        | Zwycięzca                                    | Finalista                                    | Wynik                                        |
| 2025       | Gaël Monfils                                 | Zizou Bergs                                  | 6:3, 6:4                                     |
| 2024       | Alejandro Tabilo                             | Taro Daniel                                  | 6:2, 7:5                                     |
| 2023       | Richard Gasquet                              | Cameron Norrie                               | 4:6, 6:4, 6:4                                |
| 2021– 2022 | Turniej anulowano z powodu pandemii COVID-19 | Turniej anulowano z powodu pandemii COVID-19 | Turniej anulowano z powodu pandemii COVID-19 |
| 2020       | Ugo Humbert                                  | Benoît Paire                                 | 7:6(2), 3:6, 7:6(5)                          |
| 2019       | Tennys Sandgren                              | Cameron Norrie                               | 6:4, 6:2                                     |
| 2018       | Roberto Bautista-Agut                        | Juan Martín del Potro                        | 6:1, 4:6, 7:5                                |
| 2017       | Jack Sock                                    | João Sousa                                   | 6:3, 5:7, 6:3                                |
| 2016       | Roberto Bautista-Agut                        | Jack Sock                                    | 6:1, 1:0 krecz                               |

### Gra podwójna mężczyzn
| Rok        | Zwycięzcy                                    | Finaliści                                    | Wynik                                        |
| 2025       | Nikola Mektić Michael Venus                  | Christian Harrison Rajeev Ram                | walkower                                     |
| 2024       | Wesley Koolhof Nikola Mektić                 | Marcel Granollers Horacio Zeballos           | 6:3, 6:7(5), 10–7                            |
| 2023       | Nikola Mektić Mate Pavić                     | Nathaniel Lammons Jackson Withrow            | 6:4, 6:7(5), 10–6                            |
| 2021– 2022 | Turniej anulowano z powodu pandemii COVID-19 | Turniej anulowano z powodu pandemii COVID-19 | Turniej anulowano z powodu pandemii COVID-19 |
| 2020       | Luke Bambridge Ben McLachlan                 | Marcus Daniell Philipp Oswald                | 7:6(3), 6:3                                  |
| 2019       | Ben McLachlan Jan-Lennard Struff             | Raven Klaasen Michael Venus                  | 6:3, 6:4                                     |
| 2018       | Oliver Marach Mate Pavić                     | Maks Mirny Philipp Oswald                    | 6:4, 5:7, 10–7                               |
| 2017       | Marcin Matkowski Aisam-ul-Haq Qureshi        | Jonatan Erlich Scott Lipsky                  | 1:6, 6:2, 10–3                               |
| 2016       | Mate Pavić Michael Venus                     | Eric Butorac Scott Lipsky                    | 7:5, 6:4                                     |

### Gra pojedyncza kobiet
| Rok               | Mistrzyni                                                                                             | Finalistka                                                                                            | Wynik                                                                                                 |
| 2025              | Clara Tauson                                                                                          | Naomi Ōsaka                                                                                           | 4:6 krecz                                                                                             |
| 2024              | Coco Gauff                                                                                            | Elina Switolina                                                                                       | 6:7(4), 6:3, 6:3                                                                                      |
| 2023              | Coco Gauff                                                                                            | Rebeka Masarova                                                                                       | 6:1, 6:1                                                                                              |
| 2021– 2022        | Turniej anulowano z powodu pandemii COVID-19                                                          | Turniej anulowano z powodu pandemii COVID-19                                                          | Turniej anulowano z powodu pandemii COVID-19                                                          |
| 2020              | Serena Williams                                                                                       | Jessica Pegula                                                                                        | 6:3, 6:4                                                                                              |
| 2019              | Julia Görges                                                                                          | Bianca Andreescu                                                                                      | 2:6, 7:5, 6:1                                                                                         |
| 2018              | Julia Görges                                                                                          | Caroline Wozniacki                                                                                    | 6:4, 7:6(4)                                                                                           |
| 2017              | Lauren Davis                                                                                          | Ana Konjuh                                                                                            | 6:3, 6:1                                                                                              |
| 2016              | Sloane Stephens                                                                                       | Julia Görges                                                                                          | 7:5, 6:2                                                                                              |
| 2015              | Venus Williams                                                                                        | Caroline Wozniacki                                                                                    | 2:6, 6:3, 6:3                                                                                         |
| 2014              | Ana Ivanović                                                                                          | Venus Williams                                                                                        | 6:2, 5:7, 6:4                                                                                         |
| 2013              | Agnieszka Radwańska                                                                                   | Yanina Wickmayer                                                                                      | 6:4, 6:4                                                                                              |
| 2012              | Zheng Jie                                                                                             | Flavia Pennetta                                                                                       | 2:6, 6:3, 2:0 krecz                                                                                   |
| 2011              | Gréta Arn                                                                                             | Yanina Wickmayer                                                                                      | 6:3, 6:3                                                                                              |
| 2010              | Yanina Wickmayer                                                                                      | Flavia Pennetta                                                                                       | 6:3, 6:2                                                                                              |
| 2009              | Jelena Diemientjewa                                                                                   | Jelena Wiesnina                                                                                       | 6:4, 6:1                                                                                              |
| 2008              | Lindsay Davenport                                                                                     | Aravane Rezaï                                                                                         | 6:2, 6:2                                                                                              |
| 2007              | Jelena Janković                                                                                       | Wiera Zwonariowa                                                                                      | 7:6(9), 5:7, 6:3                                                                                      |
| 2006              | Marion Bartoli                                                                                        | Wiera Zwonariowa                                                                                      | 6:2, 6:2                                                                                              |
| 2005              | Katarina Srebotnik                                                                                    | Shinobu Asagoe                                                                                        | 5:7, 7:5, 6:4                                                                                         |
| 2004              | Eleni Daniilidu                                                                                       | Ashley Harkleroad                                                                                     | 6:3, 6:2                                                                                              |
| 2003              | Eleni Daniilidu                                                                                       | Cho Yoon-jeong                                                                                        | 6:4, 4:6, 7:6(2)                                                                                      |
| 2002              | Anna Smasznowa                                                                                        | Tatjana Panowa                                                                                        | 6:2, 6:2                                                                                              |
| 2001              | Meilen Tu                                                                                             | Paola Suárez                                                                                          | 7:6(10), 6:2                                                                                          |
| 2000              | Anne Kremer                                                                                           | Cara Black                                                                                            | 6:4, 6:4                                                                                              |
| 1999              | Julie Halard-Decugis                                                                                  | Dominique Van Roost                                                                                   | 6:4, 6:1                                                                                              |
| 1998              | Dominique van Roost                                                                                   | Silvia Farina Elia                                                                                    | 4:6, 7:6, 7:5                                                                                         |
| 1997              | Marion Maruska                                                                                        | Judith Wiesner                                                                                        | 6:3, 6:1                                                                                              |
| 1996              | Sandra Cacic                                                                                          | Barbara Paulus                                                                                        | 6:3, 1:6, 6:4                                                                                         |
| 1995              | Nicole Bradtke                                                                                        | Ginger Helgeson-Nielsen                                                                               | 3:6, 6:2, 6:1                                                                                         |
| 1994              | Ginger Helgeson-Nielsen                                                                               | Inés Gorrochategui                                                                                    | 7:6(4), 6:3                                                                                           |
| 1993              | Elna Reinach                                                                                          | Caroline Kuhlman                                                                                      | 6:0, 6:0                                                                                              |
| 1992              | Robin White                                                                                           | Andrea Strnadová                                                                                      | 2:6, 6:4, 6:3                                                                                         |
| 1991              | Eva Švíglerová                                                                                        | Andrea Strnadová                                                                                      | 6:2, 0:6, 6:1                                                                                         |
| 1990              | Leila Meschi                                                                                          | Sabine Appelmans                                                                                      | 6:1, 6:0                                                                                              |
| 1989              | Patty Fendick                                                                                         | Belinda Cordwell                                                                                      | 6:2, 6:0                                                                                              |
| 1988              | Patty Fendick                                                                                         | Sara Gomer                                                                                            | 6:3, 7:6                                                                                              |
| 1987              | Gretchen Magers                                                                                       | Terry Phelps                                                                                          | 6:2, 6:3                                                                                              |
| 1986              | W związku ze zmianą terminu rozgrywania Australian Open i okolicznych turniejów, nie został rozegrany | W związku ze zmianą terminu rozgrywania Australian Open i okolicznych turniejów, nie został rozegrany | W związku ze zmianą terminu rozgrywania Australian Open i okolicznych turniejów, nie został rozegrany |
| 1985              | Anne Hobbs                                                                                            | Louise Field                                                                                          | 6:3, 6:1                                                                                              |
| 1983– 1984        | Turniej nie był rozgrywany                                                                            | Turniej nie był rozgrywany                                                                            | Turniej nie był rozgrywany                                                                            |
| 1982              | Susan Hagey                                                                                           | Belinda Cordwell                                                                                      | 6:4, 6:2                                                                                              |
| 1981              | Pam Whytcross                                                                                         | Chris Newton                                                                                          | 3:6, 6:4, 6:1                                                                                         |
| 1980              | Janet Newberry                                                                                        | Judy Connor Chaloner                                                                                  | 6:2, 6:1                                                                                              |
| 1979              | Pam Whytcross                                                                                         | Brenda Perry                                                                                          | 6:3, 7:5                                                                                              |
| 1978              | Helena Anliot                                                                                         | Marilyn Tesch                                                                                         | 6:4, 6:3                                                                                              |
| 1977              | Heidi Eisterlehner                                                                                    | Karen Krantzcke                                                                                       | 6:4, 6:4                                                                                              |
| 1976              | Sue Barker Helga Niessen Masthoff                                                                     | Sue Barker Helga Niessen Masthoff                                                                     | 6:5, przerwany przez deszcz, tytuł wspólny                                                            |
| 1975              | Evonne Goolagong                                                                                      | Linda Mottram                                                                                         | 6:2, 7:5                                                                                              |
| 1974              | Evonne Goolagong                                                                                      | Ann Kiyomura                                                                                          | 6:3, 6:1                                                                                              |
| 1973              | Evonne Goolagong                                                                                      | Marilyn Pryde                                                                                         | 6:0, 6:1                                                                                              |
| 1972              | Mona Schallau                                                                                         | Marilyn Pryde                                                                                         | 6:2, 6:0                                                                                              |
| 1971              | Margaret Smith Court                                                                                  | Evonne Goolagong                                                                                      | 3:6, 7:6, 6:2                                                                                         |
| 1970              | Ann Haydon-Jones                                                                                      | Kerry Melville                                                                                        | 0:6, 6:4, 6:1                                                                                         |
| 1969              | Ann Haydon-Jones                                                                                      | Karen Krantzcke                                                                                       | 6:1, 6:1                                                                                              |
| Początek Ery Open | | | |
| 1968              | Kerry Melville                                                                                        | Gail Sherriff                                                                                         | 8:6, 6:1                                                                                              |
| 1967              | Rosie Casals                                                                                          | Françoise Durr                                                                                        | 6:2, 7:5                                                                                              |
| 1966              | Margaret Smith                                                                                        | Kerry Melville                                                                                        | 6:1, 6:1                                                                                              |
| 1965              | Rita Bentley                                                                                          | Jill Blackman                                                                                         | 6:4, 6:3                                                                                              |
| 1964              | Margaret Smith                                                                                        | Jan Lehane                                                                                            | 6:4, 3:6, 6:0                                                                                         |
| 1961– 1963        | Turniej nie był rozgrywany                                                                            | Turniej nie był rozgrywany                                                                            | Turniej nie był rozgrywany                                                                            |
| 1960              | Ruia Morrison                                                                                         | Margaret Smith                                                                                        | 6:4, 6:1                                                                                              |

### Gra podwójna kobiet
| Rok               | Mistrzynie                                                                           | Finalistki                                                                           | Wynik                                                                                |
| 2025              | Jiang Xinyu Wu Fang-hsien                                                            | Aleksandra Krunić Sabrina Santamaria                                                 | 6:3, 6:4                                                                             |
| 2024              | Anna Danilina Viktória Hrunčáková                                                    | Marie Bouzková Bethanie Mattek-Sands                                                 | 6:3, 6:7(5), 10–8                                                                    |
| 2023              | Miyu Katō Aldila Sutjiadi                                                            | Leylah Fernandez Bethanie Mattek-Sands                                               | 1:6, 7:5, 10–4                                                                       |
| 2021– 2022        | Turniej anulowano z powodu pandemii COVID-19                                         | Turniej anulowano z powodu pandemii COVID-19                                         | Turniej anulowano z powodu pandemii COVID-19                                         |
| 2020              | Asia Muhammad Taylor Townsend                                                        | Serena Williams Caroline Wozniacki                                                   | 6:4, 6:4                                                                             |
| 2019              | Eugenie Bouchard Sofia Kenin                                                         | Paige Hourigan Taylor Townsend                                                       | 1:6, 6:1, 10–7                                                                       |
| 2018              | Sara Errani Bibiane Schoofs                                                          | Eri Hozumi Miyu Katō                                                                 | 6:3, 6:3                                                                             |
| 2017              | Kiki Bertens Johanna Larsson                                                         | Demi Schuurs Renata Voráčová                                                         | 6:2, 6:2                                                                             |
| 2016              | Elise Mertens An-Sophie Mestach                                                      | Danka Kovinić Barbora Strýcová                                                       | 2:6, 6:3, 10–5                                                                       |
| 2015              | Sara Errani Roberta Vinci                                                            | Shūko Aoyama Renata Voráčová                                                         | 6:2, 6:1                                                                             |
| 2014              | Sharon Fichman Maria Sanchez                                                         | Lucie Hradecká Michaëlla Krajicek                                                    | 2:6, 6:0, 10–4                                                                       |
| 2013              | Cara Black Anastasija Rodionowa                                                      | Julia Görges Jarosława Szwiedowa                                                     | 2:6, 6:2, 10–5                                                                       |
| 2012              | Andrea Hlaváčková Lucie Hradecká                                                     | Julia Görges Flavia Pennetta                                                         | 6:7(2), 6:2, 10–7                                                                    |
| 2011              | Květa Peschke Katarina Srebotnik                                                     | Sofia Arvidsson Marina Erakovic                                                      | 6:3, 6:0                                                                             |
| 2010              | Cara Black Liezel Huber                                                              | Natalie Grandin Laura Granville                                                      | 7:6(4), 6:2                                                                          |
| 2009              | Nathalie Dechy Mara Santangelo                                                       | N. Llagostera Vives A. Parra Santonja                                                | 4:6, 7:6(3), 12–10                                                                   |
| 2008              | Lilia Osterloh Marija Korytcewa                                                      | Martina Müller Barbora Záhlavová-Strýcová                                            | 6:3, 6:4                                                                             |
| 2007              | Janette Husárová Paola Suárez                                                        | Hsieh Su-wei Shikha Uberoi                                                           | 6:0, 6:2                                                                             |
| 2006              | Jelena Lichowcewa Wiera Zwonariowa                                                   | Émilie Loit Barbora Strýcová                                                         | 6:3, 6:4                                                                             |
| 2005              | Shinobu Asagoe Katarina Srebotnik                                                    | Leanne Baker Francesca Lubiani                                                       | 6:3, 6:3                                                                             |
| 2004              | Mervana Jugić-Salkić Jelena Kostanić                                                 | Virginia Ruano Pascual Paola Suárez                                                  | 7:6(6), 3:6, 6:1                                                                     |
| 2003              | Teryn Ashley Abigail Spears                                                          | Cara Black Jelena Lichowcewa                                                         | 6:2, 2:6, 6:0                                                                        |
| 2002              | Nicole Arendt Liezel Huber                                                           | Květa Hrdličková Henrieta Nagyová                                                    | 7:5, 6:4                                                                             |
| 2001              | Alexandra Fusai Rita Grande                                                          | Emmanuelle Gagliardi Barbara Schett                                                  | 7:6(4), 6:3                                                                          |
| 2000              | Cara Black Alexandra Fusai                                                           | Barbara Schwartz Patricia Wartusch                                                   | 3:6, 6:3, 6:4                                                                        |
| 1999              | Barbara Schett Silvia Farina                                                         | Seda Noorlander Marlene Weingärtner                                                  | 6:2, 7:6(2)                                                                          |
| 1998              | Nana Miyagi Tamarine Tanasugarn                                                      | Julie Halard-Decugis Janette Husárová                                                | 7:6(1), 6:4                                                                          |
| 1997              | Janette Husárová Dominique Van Roost                                                 | Aleksandra Olsza Elena Wagner                                                        | 6:2, 6:7(5), 6:3                                                                     |
| 1995              | Jill Hetherington Elna Reinach                                                       | Laura Golarsa Caroline Vis                                                           | 7:6, 6:2                                                                             |
| 1994              | Patricia Hy Mercedes Paz                                                             | Jenny Byrne Julie Richardson                                                         | 6:4, 7:6                                                                             |
| 1993              | Isabelle Demongeot Elna Reinach                                                      | Jill Hetherington Kathy Rinaldi                                                      | 6:2, 6:4                                                                             |
| 1992              | Rosalyn Fairbank Raffaella Reggi                                                     | Jill Hetherington Kathy Rinaldi                                                      | 1:6, 6:1, 7:5                                                                        |
| 1991              | Patty Fendick Łarysa Neiland                                                         | JoAnne Faull Julie Richardson                                                        | 6:3, 6:3                                                                             |
| 1990              | Natalija Medwediewa Leila Meschi                                                     | Jill Hetherington Robin White                                                        | 3:6, 6:3, 7:6(3)                                                                     |
| 1989              | Patty Fendick Jill Hetherington                                                      | Elizabeth Smylie Janine Thompson                                                     | 6:4, 6:4                                                                             |
| 1988              | Patty Fendick Jill Hetherington                                                      | Cammy MacGregor Cynthia MacGregor                                                    | 6:2, 6:1                                                                             |
| 1987              | Anna Maria Fernández Julie Richardson                                                | Gretchen Rush Elizabeth Minter                                                       | 4:6, 6:4, 6:2                                                                        |
| 1986              | W związku ze zmianą terminu rozgrywania Australian Open turniej nie został rozegrany | W związku ze zmianą terminu rozgrywania Australian Open turniej nie został rozegrany | W związku ze zmianą terminu rozgrywania Australian Open turniej nie został rozegrany |
| 1985              | Anne Hobbs Candy Reynolds                                                            | Lea Antonoplis Adriana Villagrán                                                     | 6:1, 6:3                                                                             |
| 1983– 1984        | Turniej nie był rozgrywany                                                           | Turniej nie był rozgrywany                                                           | Turniej nie był rozgrywany                                                           |
| 1982              | Brak danych                                                                          | Brak danych                                                                          | Brak danych                                                                          |
| 1981              | Brak danych                                                                          | Brak danych                                                                          | Brak danych                                                                          |
| 1980              | Brak danych                                                                          | Brak danych                                                                          | Brak danych                                                                          |
| 1979              | Brak danych                                                                          | Brak danych                                                                          | Brak danych                                                                          |
| 1978              | Brak danych                                                                          | Brak danych                                                                          | Brak danych                                                                          |
| 1977              | Brak danych                                                                          | Brak danych                                                                          | Brak danych                                                                          |
| 1976              | Brak danych                                                                          | Brak danych                                                                          | Brak danych                                                                          |
| 1975              | Evonne Goolagong Wendy Turnbull                                                      | Laura duPont Cecilia Martinez                                                        | 6:3, 4:6, 6:4                                                                        |
| 1974              | Evonne Goolagong Janet Young                                                         | Peggy Michel Wendy Turnbull                                                          | 7:6, 6:1                                                                             |
| 1973              | Evonne Goolagong Janet Young                                                         | Patricia Coleman Marilyn Tesch                                                       | 6:1, 6:3                                                                             |
| 1972              | Ann Lebedeff Mona Schallau                                                           | Jeanette Amer Robyn Hunt                                                             | 6:1, 6:1                                                                             |
| 1971              | Margaret Smith Court Evonne Goolagong                                                | Lesley Turner Bowrey Winnie Shaw                                                     | 7:6, 6:0                                                                             |
| 1970              | Margaret Smith Court Ann Haydon-Jones                                                | Karen Krantzcke Kerry Melville                                                       | 6:0, 6:4                                                                             |
| 1969              | Ann Haydon-Jones Billie Jean King                                                    | Helen Gourlay Cawley Karen Krantzcke                                                 | 6:2, 10:8                                                                            |
| Początek Ery Open |                                                                                      |                                                                                      |                                                                                      |
| 1968              | Kerry Melville Gail Sherriff                                                         | Ada Bakker Astrid Suurbeek                                                           | 6:0, 6:2                                                                             |
| 1967              | Rosie Casals Françoise Durr                                                          | Kerry Melville Gail Sherriff                                                         | 6:4, 10:8                                                                            |
| 1966              | Margaret Smith Lesley Turner                                                         | Heather Redwood Elaine Becroft                                                       | 6:2, 6:1                                                                             |
| 1965              | Judy Tegart Jill Blackman                                                            | Elaine Becroft Ruia Morrison                                                         | 9:7, 7:9, 6:1                                                                        |
| 1964              | Jan Lehane Margaret Smith                                                            | Ethne Green Elizabeth Terry                                                          | 6:2, 6:2                                                                             |
| 1961– 1963        | Turniej nie był rozgrywany                                                           | Turniej nie był rozgrywany                                                           | Turniej nie był rozgrywany                                                           |
| 1960              | Ruia Morrison Judy Burke                                                             | Marion Johnston Margaret Smith                                                       | 6:3, 6:1                                                                             |

### Gra mieszana
| Rok               | Mistrzowie                                                      | Finaliści                                                       | Wynik                      |
| 1971              | Margaret Smith Court Colin Dibley                               | Lesley Turner Bowrey Bill Bowrey                                | 6:2, 6:1                   |
| 1970              | Margaret Smith Court / Tom Okker Ann Haydon-Jones / Dick Crealy | Margaret Smith Court / Tom Okker Ann Haydon-Jones / Dick Crealy | tytuł wspólny              |
| 1969              | Turniej nie był rozgrywany                                      | Turniej nie był rozgrywany                                      | Turniej nie był rozgrywany |
| Początek Ery Open |                                                                 |                                                                 |                            |
| 1968              | Turniej nie był rozgrywany                                      | Turniej nie był rozgrywany                                      | Turniej nie był rozgrywany |
| 1967              | Rosie Casals Graham Stilwell                                    | Brak danych Brak danych                                         | Brak danych                |
| 1966              | Margaret Smith Ray Ruffels                                      | Lesley Turner Roger Taylor                                      | 3:6, 6:3, 6:1              |
| 1965              | Turniej nie był rozgrywany                                      | Turniej nie był rozgrywany                                      | Turniej nie był rozgrywany |
| 1964              | Margaret Smith Fred Stolle                                      | Jan Lehane John Newcombe                                        | 6:4, 6:4                   |
| 1961– 1963        | Turniej nie był rozgrywany                                      | Turniej nie był rozgrywany                                      | Turniej nie był rozgrywany |
| 1960              | Ruia Morrison Peter Nicholls                                    | Margaret Smith Alan Burns                                       | 7:5, 6:3                   |